# 光-HIKARI-
「光-HIKARI-」（ひかり）は、日本のヴィジュアル系ロックバンド・ViViDのメジャー7作目（通算11作目）のシングル。

## 概要
- 前作「THEATER」から約2ヶ月ぶり、マキシシングルとしては「ANSWER」から約10ヶ月ぶりの作品にして、アルバム『THE PENDULUM』からの先行シングル。
- 表題曲はアニメ『マギ』第2期のオープニングテーマに起用され、「REAL」以来3作ぶりのアニメタイアップと、カップリング曲が収録された。
- 初回生産限定盤Aと初回生産限定盤B、通常盤と期間生産限定盤の4形態で発売された。初回生産限定盤Aには特典として表題曲のミュージック・ビデオとメイキング映像を収録したDVDが、初回生産限定盤Bには特典として「ViViD-光の先へ-」と題されたドキュメント映像を収録したDVDが同梱された。通常盤と期間生産限定盤には各々別のカップリング曲が収録されている[1]。
- オリコンシングルチャート初登場9位を獲得。「「夢」〜ムゲンノカナタ〜」から7作連続でのトップ10入りを記録した。

## 収録曲
1. 光-HIKARI- [4:10]
作詞：シン
作曲：RENO
編曲：ViViD、岸利至
表題曲の作曲をRENOが手掛けるのは「「夢」〜ムゲンノカナタ〜」以来7作ぶりとなる。RENOはこの楽曲について「アニメの主題歌だから、老若男女幅広い年齢層の人に聴いてもらえる曲を意識した」という。メンバーはアレンジする際、キラキラした透明感や抜け感を突き詰めていき、ドラムは重さが出ないように軽く、ベースはシンプルなストレートさを心掛けるなど、今までの楽曲よりポップに聴きやすい録り方を追求したという[2]。なお、RENOはこだわった部分として、「さよならも苦しさも」のフレーズのコードを普通ならマイナーにいきがちなところを、メジャーにすることでドラマチックな雰囲気を出したと語っている[3]。
シンは歌詞について、「『マギ』の作品にあるように大切な物は各々違えど、お互いを理解して仲間と一緒に歩んでいくストーリーをバンドに置き換えた」といい、「メンバーの中にある大事な物はお互い違えど、認め合って、一緒に夢に向かって歩んでいきたいという思いを重ね合わせて書いた」という。また、当初は全く異なる英語のタイトルを付けていたが、ストレートな曲だし、広く皆さんに認識してほしいなという想いを込めて漢字のタイトルとなった。だが、楽曲が漢字っぽくなかったため、後ろに「‐HIKARI‐」を後付けしたと語っている[2]。
2. OVER THE LIMIT [5:39]
作詞：シン
作曲：RENO
編曲：ViViD、岸利至
3. Take-off 2014 [4:31]
作詞：シン
作曲：イヴ
編曲：ViViD、岸利至
通常盤にのみ収録されている、「Take-off」の再録リアレンジバージョン。
4. 光-HIKARI- (TVアニメ・ヴァージョン) [1:29]
作詞：シン
作曲：RENO
編曲：ViViD、岸利至
期間生産限定盤にのみ収録されている、表題曲のアニメサイズバージョン。
5. 光-HIKARI- (TVアニメ・ヴァージョン Instrumental) [1:29]
作曲：RENO
編曲：ViViD、岸利至
期間生産限定盤にのみ収録されている、表題曲のアニメサイズのインストゥルメンタルバージョン。

## 参加ミュージシャン
ViViD
- SHIN：Vocal
- RENO：Guitar
- RYOGA：Guitar
- IV：Bass
- KO-KI：Drums

Extra Musician
- 岸利至：Keyboard & Programming

## タイアップ
- TBS系列日曜午後5時枠アニメ『マギ』第2期オープニングテーマ (#1)

## 収録アルバム
- THE PENDULUM (#1)
- ViViD THE BEST (#1,2,3)
- THE BEST OF MAGI (#1)